# Horon (Tanz)

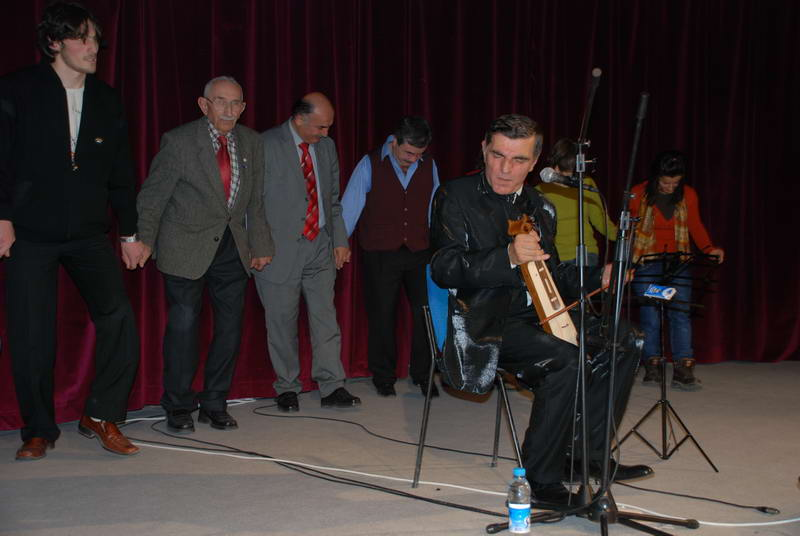
Horon-Reihentanz, von der Streichlaute kemençe begleitet.

Horon (türkisch; griechisch χορός, chorós) ist ein traditioneller türkischer Volkstanz, der an der östlichen Schwarzmeerküste der Türkei verbreitet ist. Der Horon wurde in der Frühzeit hauptsächlich von Fischern getanzt.
Die Tänzer (in der Regel allesamt männlich) sind in pechschwarze Kostüme mit silbernen Schärpen und Bändern gewandet und tragen kapuzenartige Hauben. Für die Anzahl der Tänzer gibt es keine feste Vorgabe. Ein Musikant spielt auf der dreisaitigen, mit dem Bogen gestrichenen Kastenhalslaute kemençe. Der Tanz beginnt meist damit, dass die Tänzer eine gerade Linie oder einen Kreis bilden, sich an den Händen halten und zunächst vor- und zurück schreiten und dabei immer schneller werden. Danach schwingen sie ihre Arme scheinbar willkürlich, aber synchron auf und ab, als wollten sie unsichtbare Vögel vertreiben. Schließlich rücken sie eng zusammen, halten sich weiterhin an den Händen und bewegen nur noch ihre Beine. Gegen Ende des Tanzes schwingen sie zusätzlich wieder ihre Arme auf und ab. Während der gesamten Performance werden die Tanzbewegungen immer schneller, weil der Musikant immer schneller auf dem Instrument spielt. Die charakteristischen ruckartig-kraftvollen Schulterbewegungen sind nach landläufiger Ansicht vom nervösen Zappeln der in den Netzen gefangenen Sardellen inspiriert.